# Амшанка (деревня)
Амшанка — деревня в Бежаницком районе Псковской области. Входит в состав сельского поселения муниципальное образование «Чихачёвская волость».
Расположена в 45 км (или в 64 км по дорогам) к северу от райцентра, посёлка Бежаницы, и в 7 км к северу от волостного центра, села Чихачёво.

## Население
Численность населения по оценке на 2000 год составляла 27 жителей.